# 寺本雄平
寺本 雄平（てらもと ゆうへい、1989年 - ）は、日本の実業家。株式会社ストロングジャパンホールディングスの創業者・代表取締役グループCEO。フィリピン・セブ島を拠点とし、留学支援・教育・BPO・不動産・IT・人材など複数分野において多角的な事業を展開している。iU情報経営イノベーション専門職大学の客員准教授も務める。

## 経歴
宮城県仙台市出身。大学では法律・政治学を専攻し、中学校および高等学校の教員免許を取得。卒業後、不動産ディベロッパー、商社、外資系金融などを経て、2016年にセブ島へ渡航。現地語学学校勤務などを経験後、2017年に留学事業「CebuCebu Study（現・留学比較Style）」を立ち上げる。
2019年に株式会社ストロングジャパンホールディングスを設立。セブ島での学校法人運営、語学研修、BPOサービス、IT開発、人材紹介、不動産投資・管理、託児施設運営、さらに日本国内（福岡・宮崎・沖縄）での地方創生BPO事業、養鶏農場運営など多角的事業を展開。

## 活動
- 教育事業：セブ島で語学学校「Cebu Business-English Academy Inc.」を運営し、「0円留学」プログラムを実施。
- コールセンター・BPO：日比両国で複数の拠点を運営。
- 人材・不動産・IT：グローバル転職支援、投資用コンドミニアム仲介、ITアウトソーシングなど。
- 地方創生：宮崎県にて養鶏場「御池農場」を運営。
- 起業支援：東京都が運営する起業支援プログラム「Tokyo Innovation Base（TIB）」にて、若手起業家を支援する「TIBサポーター」を務めている[3]。

## 教育
2023年よりiU情報経営イノベーション専門職大学の客員准教授としても活動している。

## 著書・メディア
- BIZ PREP、熱狂ベンチャーナビ、起業・開業ナビ、ベンチャー.jp、地域色彩人物録、社長名鑑、Bizperp など、多数のメディアで取材・掲載されている[4][5][6][7][8][9]。

## 人物
「強い日本を取り戻す」「教育で世界をつなぐ」を理念に、教育と挑戦を軸にした若者支援を推進している。複数のメディア・経営者向けインタビューで、失敗から学び、即行動することの重要性を語っている。